# بازکردن (بازی ویدئویی)
بازکردن (به انگلیسی: Unpacking) یک بازی ویدئویی معمایی است که توسط Witch Beam توسعه یافته و توسط هامبل باندل برای مایکروسافت ویندوز، مک‌اواس، لینوکس، نینتندو سوئیچ، ایکس‌باکس وان، پلی‌استیشن ۴ و۵ منتشر شده‌است. این بازی با نقدهای مثبتی زیادی مواجه شد و دو جایزه بفتا دریافت کرد. همچنین به عنوان بازی سال توسط یوروگیمر انتخاب شد.

## گیم پلی
بازی به مراحلی تقسیم می‌شود که بر اساس سال نام‌گذاری شده‌اند: ۱۹۹۷، ۲۰۰۴، ۲۰۰۷، ۲۰۱۰، ۲۰۱۲، ۲۰۱۳، ۲۰۱۵، و ۲۰۱۸. گیم‌پلی در هر مرحله شامل باز کردن دارایی‌های یک فرد یا شریک او از جعبه‌ها در یک خانه جدید است. هر آیتم نشان دهنده رویدادهای مهم زندگی است. بازیکن وظیفه دارد هر آیتم بسته‌بندی نشده را در فضای زندگی قرار دهد و داستان زندگی قهرمان را از طریق وسایل و مکان‌هایی که زندگی می‌کند یاد بگیرد.
این بازی هشت مرحله دارد و در کل دارای ۳۵ اتاق است.